# Lavinia Bajbeouk-Melikian
Pour les articles homonymes, voir Melikian.
Lavinia Aleksandrovna Bajbeouk-Melikian (arménien : Լավինիա Բաժբեուկ-Մելիքյան ; russe : Лавиния Александровна Бажбеук-Меликян), née le 3 avril 1922 et décédée le 8 novembre 2005, est une artiste soviétique arménienne. Elle est membre de l'Académie russe des Arts, artiste du peuple de la RSS d'Arménie.

## Biographie
Lavinia Bajbeouk-Melikian est née en 1922 à Tbilissi dans la famille de l'artiste, graphiste et sculpteur Alexander Bajbeouk-Melikian. En 1935, elle déménage à Erevan, et étudie au Collège des Arts de Panos Terlemezian. En 1951, elle est diplômée de l'Institut des Arts V. Sourikov de Moscou. Dans les studios P. Korin, elle travaille à la création des panneaux incrustés de la station de métro Komsomolskaïa à Moscou.
De 1962 à 1964, Lavinia est membre du conseil d'administration de l'Union des Artistes, et déléguée de son pays au second congrès des Unions des Artistes.
En 1988, elle  de vient membre correspondant de l'Académie des Arts de Russie, et en 1997, Artiste d'honneur de la Fédération russe. en 2002, elle devient  membre de l'Académie russe des Arts.
Ses œuvres sont conservées au Musée d'Art Moderne (Erevan), à la Galerie nationale d'Arménie (Erevan), dans les fonds artistiques de l'Arménie et de la Russie ainsi que dans de nombreuses galeries privées et collections dans différents pays du monde.
Lavinia Bajbeouk-Melikian est décédée le 8 novembre 2005.

## Expositions
Dès 1951, Lavinia, a régulièrement pris part aux expositions républicaines, associatives et internationales.
- Les peintres de la maison, Erevan, 1979[4]
- Moscou, 1980[5]

### Expositions personnelles
- 1979 – Erevan
- 1980 – Erevan
- 1er octobre 2008 - 14 octobre 2008 : Artiste de l'Union de l'Arménie, Erevan
- 10 avril 2007 - 6 mai 2007 : Académie russe des Artistes, Moscou[6]

## Récompenses
- 1967 – Artiste émérite de la république d'Arménie
- 1970 – Elle reçoit la Médaille d'Or de l'exposition des réalisations économiques de l'URSS à Moscou
- 1974 – Diplôme de l'Union des Artistes de l'URSS pour les portraits de la série
- 1983 – Artiste du Peuple de la République Socialiste Soviétique l'Arménie.

## Œuvres
- Portrait du Père-Alexandre Bajbeouk-Melikian (1960)
- Mère (1961)
- La nature morte avec des livres (1970)
- Autoportrait (1978)
- Peintre Nina Zhilinskaya(1984)
- Portraits des Sœurs Aghabalyants sœurs (1994)
- Portrait de M. Khachatryan (1996)
- Le Cactus